# Coptobasis mesospectralis
Coptobasis mesospectralis là một loài bướm đêm trong họ Crambidae.